# Phoxostoma algoense
Phoxostoma algoense is een vlokreeftensoort uit de familie van de Lysianassidae. De wetenschappelijke naam van de soort is voor het eerst geldig gepubliceerd in 1926 door K.H. Barnard.